# شهرستان شلوپوگینسکی
شهرستان شلوپوگینسکی (به لاتین: Shelopuginsky District) یک شهرستان در روسیه است که در سرزمین زابایکالسکی واقع شده‌است.